# Batchujagijn Mönch-Erdene
Batchujagijn Mönch-Erdene (mong. Батхуягийн Мөнх-Эрдэнэ; ur. 2001) – mongolski zapaśnik walczący w stylu wolnym. 
Brązowy medalista mistrzostw Azji w 2025. Trzeci na MŚ U-23 w 2023 roku.